# Johannes Martin Keller
Johannes Martin Keller (* 2. August 1766 in Oberneisen; † 24. Februar 1829 in Büdingen) war ein hessischer Pfarrer, Lehrer und konservativer Politiker und Abgeordneter der 2. Kammer der Landstände des Großherzogtums Hessen.
Johannes Martin Keller war der Sohn des Pfarrers Johannes Keller (1724–1774) und dessen Ehefrau Christina Philippina Eleonora, geborene Genter (auch: Grüter) (1735–1829). Keller, der evangelischen Glaubens war, heiratete am 25. Mai 1797 in Düdelsheim Margaretha Eleonora geborene Richter (1768–1839).
Keller wurde 1786 Hofmeister auf Schloss Büdingen, 1796 Pfarrer in Düdelsheim und 1799 Inspektor und Oberpfarrer in Büdingen, wo er auch Direktor des dortigen Gymnasiums war. 1819 wurde er Kirchenrat in Büdingen.
Von 1820 bis 1827 gehörte er der Zweiten Kammer der Landstände an. Er wurde für den Wahlbezirk Oberhessen 14/Büdigen gewählt.